# 箕面船場阪大前站
箕面船場阪大前站（日语：／ Minoh-semba handai-mae eki */?）是位於大阪府箕面市船場東3丁目，北大阪急行電鐵南北線的鐵路車站。

## 概要
此站是位於新御堂筋南行側道的地底（新船場北橋和新船場南橋之間）。另外，在車站東邊建設了箕面市的市民堂、圖書館和大阪大學的校園大樓。大阪大學的外語學部在2021年（令和3年）4月遷移至該處。在2018年（平成30年）6月5日，箕面市在所有候選站名中，選擇了「箕面船場阪大前站」作為車站名稱，營運公司北大阪急行電鐵向政府備案，在同年7月24日正式決定車站名稱。

## 歷史
車站周邊的新船場地區是一個名為船場纖維團地（COM ART HILL）的商業地區。在日本經濟高度成長期的昭和30年代後旬，隨著大阪市中心過度擁擠，一些原本在船場地區（大阪市中央區）設商的紡織品批發街和物流設施均遷移至新船場地區。
纖維團地組合在1964年（昭和39年）組合成立時已經希望北大阪急行（北急）南北線千里中央站向北延伸和設置新站。另外在昭和60年代日本經濟泡沫爆破後，紡織品批發商減少4成，為了活用該處的土地，箕面市在北急新站前進行面積33,400平方米的土地整理項目。在2008年（平成20年），當時參選箕面市市長的倉田哲郎發表其中一個選舉承諾是實現南北線延伸，把該項目加速進行。

### 年表
- 2010年（平成22年）1月15日：箕面市、北大阪急行、大阪府和阪急電鐵4者結成「北大阪急行線延伸檢討委員會」。制定建設千里中央站至新箕面站（暫名）之間的計畫草案，並預計在2018年（平成30年）開通。當時此站的暫名為「箕面船場站」[7]。
- 2012年（平成24年）3月：箕面市、北大阪急行、大阪府和阪急電鉄4者共同簽署「關於北大阪急行線延伸的專案調查備忘錄」。開始活用社會資本發展綜合補助金以進行正式項目研究[8]。
- 2014年（平成26年）3月31日：關於延伸項目的費用負擔比，箕面市、北大阪急行、大阪府和阪急電鐵4者達成基本共識。在建設費600億日圓中，箕面市負責160億、北急負責80億、國家負責260億、大阪府負責100億日圓。車輛購入費50億日圓方面，箕面市和國家各分擔一半。另外，大阪府向南海電鐵出售第三部門「大阪府都市開發」（泉北高速鐵道），以獲得750億日圓作為負擔費用[9][10]。
- 2017年（平成29年）1月19日：箕面市長倉田和大阪府知事松井一郎出席南北線延伸動工儀式。倉田表示「以御堂筋線的力量打造美好城市為目標」[11]。
- 2018年（平成30年）
  - 6月5日：在車站名稱候選方案中，決定選擇「箕面船場阪大前站」[3][5]。
  - 7月24日：正式決定站名[4]。
- 2019年（令和元年）5月7日：箕面市和北大阪急行電鐵共同發表，千里中央至箕面萱野之間的預計開通年度從2020年度改為2023年度[12]。
- 2022年（令和4年）8月25日：發表啟用時期為2023年度尾（令和5年度尾）[13]（後來在2023年8月23日的新聞稿中發布啟用日期[1]）。
- 2024年（令和6年）3月23日：車站啟用[1]。

## 車站構造
在此站南邊至千里中央站之間的路段採用鑽挖式隧道方式建造。從車站南邊至北邊高架路段之間的隧道使用明挖隧道方法建造。在車站位置至南邊的工程是由北大阪急行電鐵（第一種鐵路事業許可）負責建設，北邊的工程則由北大阪急行電鐵和箕面市共同建造（軌道事業特許區間）。另外，路軌和車站內部裝修由北大阪急行電鐵建造，混凝土構造物和站舍則由箕面市建造。
此站是一座地底車站，設有1面2線的島式月台。在完工後，檢票口在地庫1樓，月台（寬約7米，長約200米）是在地庫3樓。電梯、哺乳室、和廁所都靠近檢票口，以方便乘客。月台的設計主題是「纖維之街」，在天花板和牆壁表現出隨機折疊的纖維。。

### 月台
| 月台 | 路線   | 方向         |
| ---- | ------ | ------------ |
| 1    | 南北線 | 中百舌鳥方向 |
| 2    | 南北線 | 箕面萱野方向 |

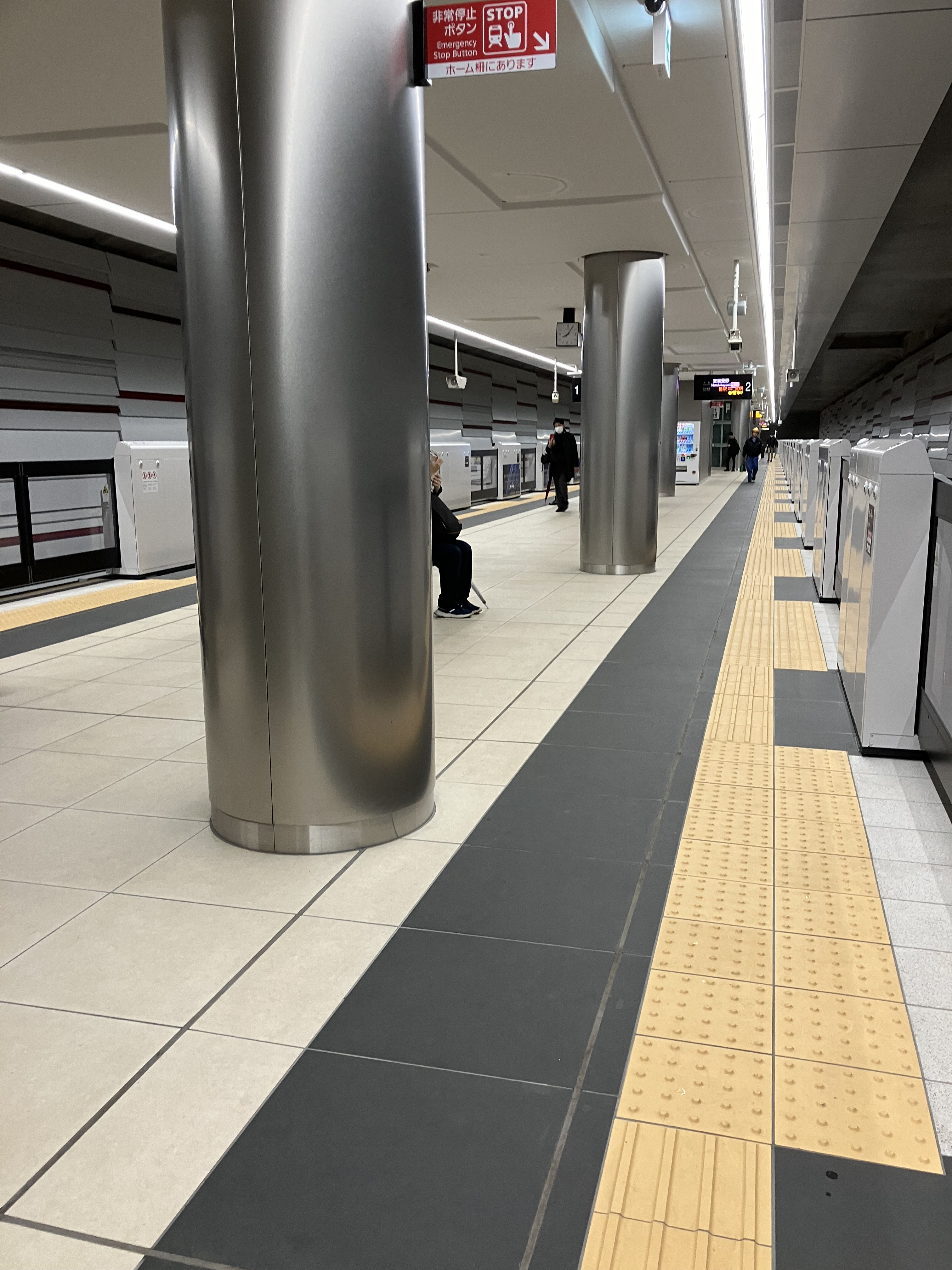
月台（2024年3月）

## 車站周邊
在站名所示，於2021年（令和3年）4月，大阪大學的外國語學部遷移至車站東邊「船場東」地區的高樓大廈校園。另外鄰接車站設有一些箕面市的設施，使該處成為「文化藝能、國際交流據點」和「延長健康預期壽命和醫療保健據點」。
在車站旁設有南北走向的新御堂筋（國道423號）。而車站和附近路軌是建設在道路的下方。在2023年，車站南邊的主要出入口（地面部分）已經完工，在2樓連接船場廣場（Main Deck）。

### 主要設施
＜主要參考資料：＞
- 大阪大學箕面校園（外國語學部）
- 箕面市立文化藝能劇場（日语：箕面市立文化芸能劇場）[注 2]
- 箕面市立船場生涯學習中心
- 箕面市立船場圖書館（大阪大學附屬外國學圖書館）
- 箕面市立船場廣場 （页面存档备份，存于）（站前廣場） ※在2021年5月開放Main Deck和部分單車停泊處，預計2023年度完成
- （暫名）關西運動科學·衛生保健綜合中心 ※預計2024年度完成
- 大阪船場纖維卸商團地（日语：大阪船場繊維卸商団地）
- 阪急OASIS（日语：阪急オアシス）箕面船場店
- EDION（日语：エディオン）箕面船場店

## 相鄰車站
北大阪急行電鐵
□南北線 
箕面萱野（M06）－箕面船場阪大前（M07）－千里中央（M08）
- （）內為車站編號。

## 注腳

## 相關項目
- 日本鐵路車站列表 Mi
- 大阪大學

## 外部連結
- 箕面船場阪大前站 （页面存档备份，存于）（日語） - 北大阪急行電鐵
- 北大阪急行線延伸檢討委員會（平成20、21年度）／箕面市 （页面存档备份，存于）（日語）